# P252iS
ムーバ P252iS（ムーバ・ピー に ごー にー アイ エス）は、パナソニック モバイルコミュニケーションズが開発した、NTTドコモの第二世代携帯電話 (mova) 端末製品。

## 概要
2003年秋のP252iの後継モデル。P252iから大幅に小型化され、当時、日本国内最小のカメラ付き折りたたみ携帯電話となった。
デザインは同年2月に発売されたFOMAのP900iを角ばったボディにしたようなものとなった。
ワンプッシュオープンボタンやminiSDメモリーカードスロットは引き継ぎ搭載されている。また、カメラレンズ横にはステレオスピーカーを搭載している。
ダイヤルキーは立体造形として、押しやすくしている。
ドコモでは最多の5色展開となった。いずれもツートンカラーで、食べ物をイメージしたカラー名になっている。

## 歴史
- 2004年4月16日：ドコモから発売。
- 2012年3月31日：movaサービス終了により使用はこの日限りとなる。